# 2660 Wasserman
A 2660 Wasserman (ideiglenes jelöléssel 1982 FG) a Naprendszer kisbolygóövében található aszteroida. Edward L. G. Bowell fedezte fel 1982. március 21-én.